# Cyclosa durango
Cyclosa durango är en spindelart som beskrevs av Levi 1999. Cyclosa durango ingår i släktet Cyclosa och familjen hjulspindlar. Inga underarter finns listade i Catalogue of Life.